# Welsh International 1955
Die Welsh International 1955 fanden vom 2. bis zum 3. Dezember 1955 in Deganwy statt. Es war die 13. Auflage dieser internationalen Meisterschaften von Wales im Badminton.

## Finalresultate
| Disziplin    | Sieger                        | Finalist                           | Ergebnis           |
| ------------ | ----------------------------- | ---------------------------------- | ------------------ |
| Herreneinzel | James P. Doyle                | George Henderson                   | 15–6, 17–15        |
| Dameneinzel  | Esme Mercer                   | Sheila Smyth                       | 12–9, 11–8         |
| Herrendoppel | Desmond Lacey James P. Doyle  | George Henderson Charles McCormack | 15–6, 8–15, 15–3   |
| Damendoppel  | Esme Mercer Sheila Smyth      | Jean Lawless Dorothy Donaldson     | 8–15, 17–14, 15–12 |
| Mixed        | Kenneth Carlisle Sheila Smyth | R. S. Love A. Love                 | 15–7, 15–7         |

## Referenzen
- Annual Handbook of the International Badminton Federation, London, 28. Auflage 1970, S. 311–312.
- Welsh Championships are Revived. In: The Badminton Gazette. Dezember 1955, S. 76, abgerufen am 7. Juni 2025 (englisch).